# Waltograph
Waltograph — название популярного бесплатного шрифта, основного на шрифте из логотипа Walt Disney Company. Существует несколько версий, которые имеют общее название «Walt Disney Script». Шрифт Джастина Коллгана рапространяется в двух вариантах: нормальный Waltograph 42 (OpenType) и полужирный Waltograph UI (TrueType, на 2011 год строчные глифы копируют прописные). Шрифт не основан на фактическом почерке Уолта Диснея, а скорее на его стилизации в логотипе компании. Первый шрифт выпущен в 2000 году. Позже он несколько раз изменялся, и конечная версия шрифта вышла в 2004 году. Хотя проект не является официальным и никак не связан с Walt Disney Company, компания не раз использовала данный шрифт.